# Марсийак-ла-Круазий
Марсийа́к-ла-Круази́й (фр. Marcillac-la-Croisille, окс. Marcilhac la Crosilha) — коммуна во Франции, находится в регионе Лимузен. Департамент — Коррез. Входит в состав кантона Ла-Рош-Канийак. Округ коммуны — Тюль.
Код INSEE коммуны — 19125.
Коммуна расположена приблизительно в 400 км к югу от Парижа, в 90 км юго-восточнее Лиможа, в 21 км к востоку от Тюля.

## Население
Население коммуны на 2008 год составляло 834 человека.
| 1962 | 1968 | 1975 | 1982 | 1990 | 1999 | 2008 |
| ---- | ---- | ---- | ---- | ---- | ---- | ---- |
| 825  | 907  | 801  | 777  | 787  | 779  | 834  |

## Экономика
В 2007 году среди 466 человек в трудоспособном возрасте (15-64 лет) 308 были экономически активными, 158 — неактивными (показатель активности — 66,1 %, в 1999 году было 66,0 %). Из 308 активных работалиа 281 человек (145 мужчин и 136 женщин), безработных было 27 (12 мужчин и 15 женщин). Среди 158 неактивных 41 человек были учениками или студентами, 80 — пенсионерами, 37 были неактивными по другим причинам.

## Фотогалерея

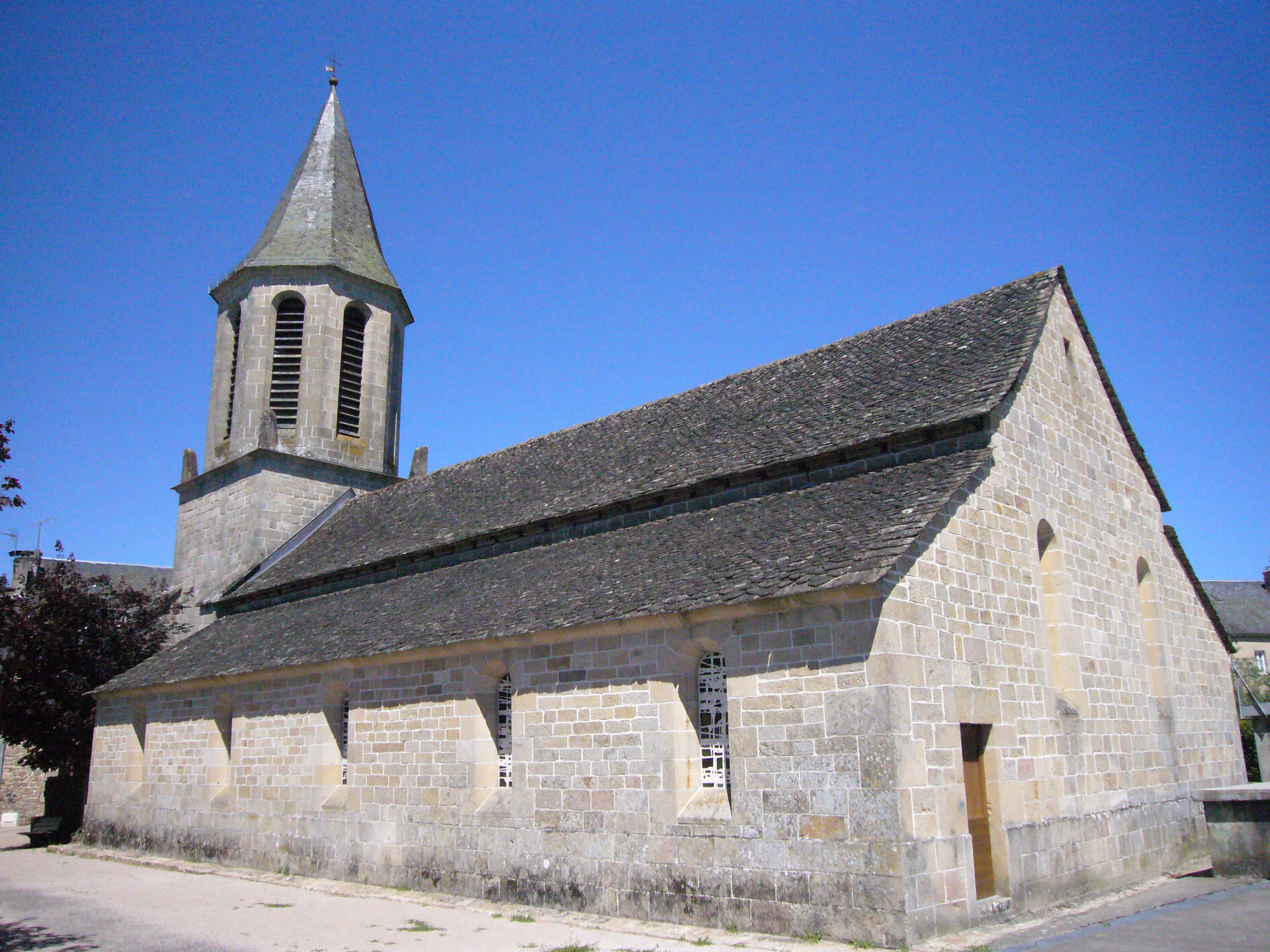
Церковь
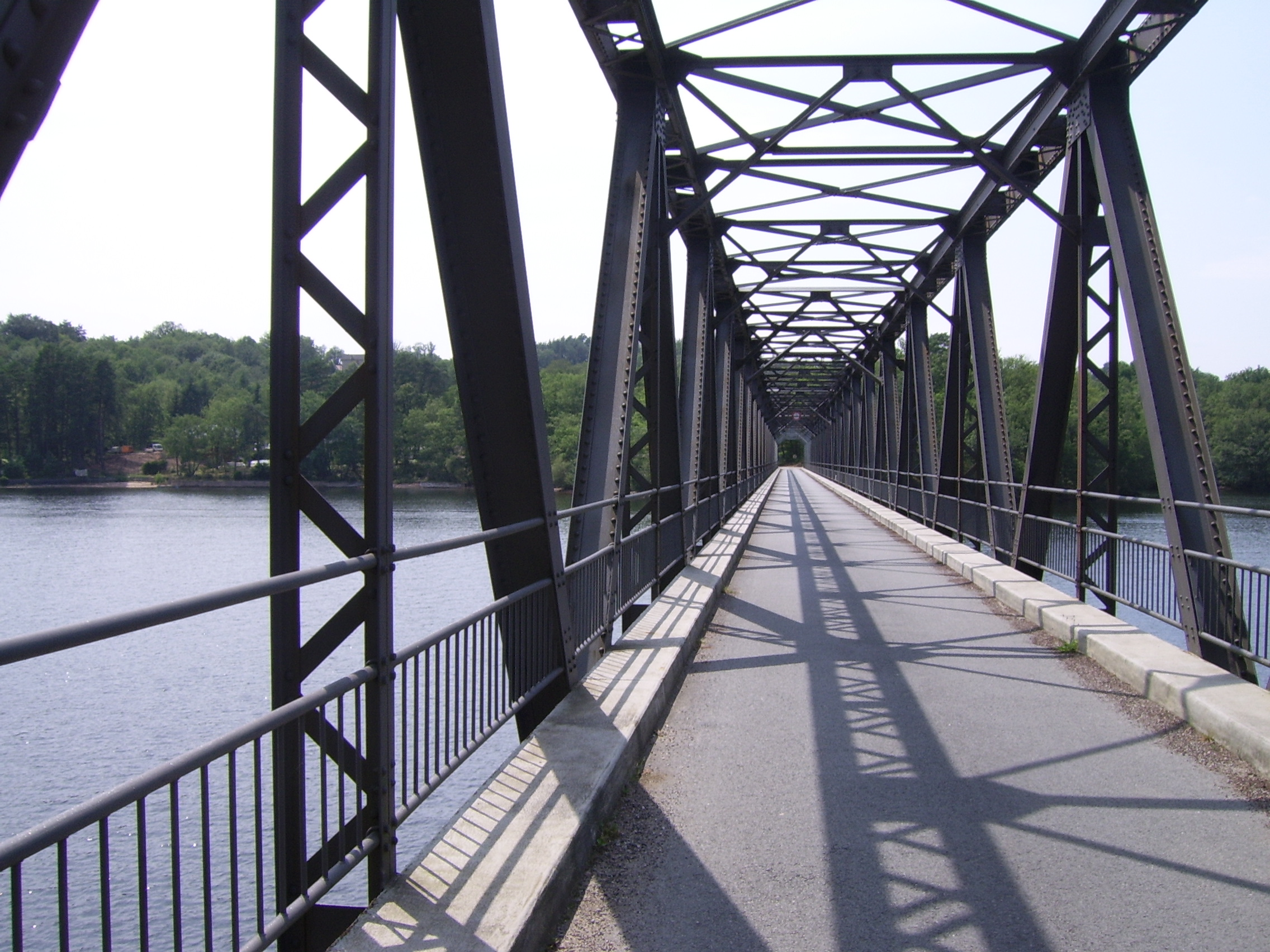
Виадук Лантурн
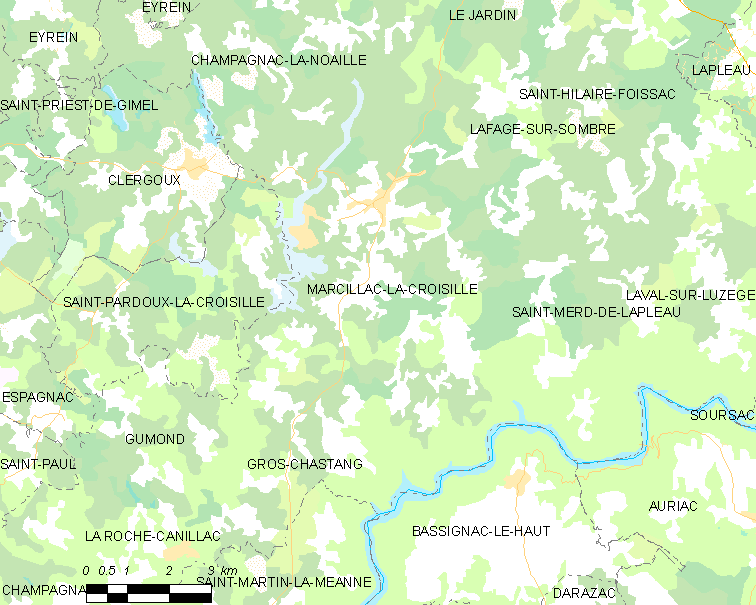
Карта коммуны